# Matters
Matters是一个应用分布式网络和加密货币技术的，去中心化的内容创作与公共讨论平台，由《端传媒》的前总编张洁平在2018年创立。平台主张由于在Matters上发布的文章会通过星际文件系统被分布存储至不同的网络节点，理论上创作者的作品可以完全由自己控制，不受审查或删除。平台与加密货币LikeCoin合作，在Matters平台上发布的文章自动嵌入拍手和支持作者键。读者可以通过拍手按钮让作者获得由LikeCoin每月基金分配的LikeCoin，亦或直接为作者贡献指定数额的金钱支持。

## 平台发展
Matters的社区雏形搭建完成后，进行了一段时间的内部测试。2018年5月，Matters的网站原型上线，此阶段的新用户前期由团队直接邀请，后期由平台上表现活跃的已注册用户通过邀请码邀请。2019年3月，网站更新为2.0版本，并对外开放注册
同年10月，平台接入LikeCoin。根据谷歌新闻倡议（Google News Initiative）2021年五月的报告，平台帮助独立记者发表了超过两万六千篇文章，单篇收入超过500美元。

## 基本机制

### 星际文件系统
在Matters上发布的文章会自动被分布存储到星际文件系统上，并生成唯一的文章指纹。此后文章无法被他人删改，并可以在IPFS的公共节点上通过文章指纹被找到。

### 加密货币
Matters平台与作为“去中心出版基建”的LikeCoin合作，在Matters上发布的文章全部嵌入预置的赞赏键（LikeButton）。用户将Matters ID与Liker ID绑定后，就可以为内容拍手，为创作者带去收入。作为创作者获得LikeCoin收入后，可以兑换成其他数字货币或当地法定货币。
Matters上的绑定了Liker ID的用户分为免费用户（一般Liker）和赞赏公民（Civic Liker），两者的拍手都会影响由LikeCoin每月提供的，额度等于所有Liker月费总额的月费配对基金的分配。其中赞赏公民的拍手相较于一般Liker权重较大，为作者带来的收入也较多。
目前有两种赞赏公民：赞赏公民1.0每月贡献5美元的月费，这5美元将被平均分配给每个被拍手的文章作者；赞赏公民2.0每月可以直接为单一作者贡献5-100美元的月费。
根据LikeCoin的官方网站，支持LikeCoin交易的交易所有：Liquid (支持LikeCoin交易比特币，泰达币），DigiFinex（支持LikeCoin交易泰达币），MyEthShop（支持LikeCoin兑换港币）。

### 围炉
围炉是Matters于2021年推出的付费订阅制功能，目前处于内测状态。创作者可以通过邮件申请开通围炉，之后选择作品放在炉内。这些作品只有付费订阅的读者才能阅读。围炉还包括“众聊”和“广播”两项功能。读者和创作者都可以在“众聊”中开启话题进行讨论，“广播”功能则是让创作者能够对炉内读者发布相对文章较短的信息。

## 社会影响
2018年2月25日，微博出现了大量关于宪法移除主席连任不得超过两届规定的讨论。大量帖子被审查删除，一些账号被暂封或者永久停用，这期间Matters的去中心化理念吸引了包括周保松、慕容雪村、江雪在内的许多遭到封号的创作者的加入。事件发生的一周内，Matters平台的使用人数明显增长。
2019年，逃犯条例修订草案在香港引发了大量的讨论，包括记者黄雪琴在内的许多作者在Matters上发表了关于反送中运动的思考的文章，这些文章通过IPFS分布式存储，保存为了不可修改的历史记录。
2020年，Matters作为“为新闻行业注入新概念”的项目，获得Google News Initiative Innovation Challenge奖项和相应资助。

## 面临问题
- 平台建立初期的邀请制度曾引发一些观察者关于其“运作太过菁英”的担心。[14]
- Matters的平台理念可能导致其无法进入中國市场。[15] 同时，因为Matters坚持保留公共空间而不做个性化推荐，难以从广告流量获得大量收入，因而规模发展可能遭到一定的阻碍。[16]
- 2020年港區國安法訂立後，Matters决定注册成为美国公司。[17]
- 区块链作为Matters平台的底层技术并没有达到非常成熟的状态，它在拓展性和规模上都尚待发展。[18]

## 评价

### 正面
- 人权观察评价Matters“即使在中国受到屏蔽，仍能开拓出一片天地，帮助中文使用者了解和探讨中国与世界的人权议题，让那些因为中国境内没有言论自由而失声的人也能通过这些平台参与讨论。”[19]
- 西交利物浦大学的钱忆亲认为区块链技术的应用能够提高政府屏蔽内容的难度，但“他们（指政府）总会跟上（屏蔽技术）的”；同时她对Matters的盈利模式表示看好，她认为Matters的回报模式会为创作者带来比传统的嵌入广告和付费墙更多的盈利。[20]
- INSIDE在文章中提到Matters“与其他內容平台有很大的不同”，在Matters上“被很多知识信用高的人肯定”才是好的。[21]
- 《区块势》的创办人许明恩对于Matters的技术创新有很大的信心，他写道：“Matters 只是在使用者還不清楚自己需求的時候，就率先採用 IPFS 技術。就像是過去 Apple 先推出 iPad 產品之後，多數使用者才了解到自己需要一台平板，後續也越來越多廠商跟進。要吸引其他網路服務提供商採用 IPFS 技術，或許不會像 iPad 這麼快就普及。但我相信這是大勢所趨。”[22]

### 负面
- 腾讯传媒旗下的《全媒派》并不看好Matters的权重机制，在其文章中提到“为‘高层次’用户过多赋能则可能压制住多元的声音，这就如同将资源过多倾斜向中心区域，不仅严重影响处于边缘地带的市民们的福祉，而且由此引发拥堵和污染等问题，还会制约整个共同体的发展。”[23]
- 多数派在采访Matters创始人张洁平时对平台的去中心化实施提出质疑，其观点认为：“当平台在做内容推荐的算法的时候，可以决定大家能看到什么，什么样倾向和政治立场的文章能被大家看到，实际上是一个非常中心化的操作”。[16][24]

## 外部連結
官方网站 